# Der Wunschdrache
Der Wunschdrache ist eine chinesisch-US-amerikanische computeranimierte Fantasy-Komödie aus dem Jahr 2021 unter der Regie von Chris Appelhans, der auch das Drehbuch schrieb. Der von Sony Pictures Animation und Tencent Pictures produzierte Film ist stark an das Märchen Aladin und die Wunderlampe angelehnt.
Die Sprechrollen der englischen Originalversion sind unter anderem mit Jimmy Wong, John Cho, Constance Wu, Natasha Liu Bordizzo, Jimmy O. Yang, Aaron Yoo, Will Yun Lee und Ronny Chieng besetzt. Jackie Chan war als Produzent beteiligt und übernahm die Sprechrolle als Long in der Mandarin-Version.
Der Wunschdrache kam im Januar 2021 in die chinesischen Kinos und wurde im Juni 2021 weltweit auf Netflix veröffentlicht.

## Handlung
Shanghai, China: Din Song, ein Student aus einfachen Verhältnissen, sehnt sich danach, seine Kindheitsfreundin Li Na wiederzusehen, die vor Jahren mit ihrem Vater, Herrn Wang, das Arbeiterviertel, in dem sie gemeinsam lebten, verlassen hat. Li Na führt inzwischen ein luxuriöses Leben als erfolgreiches Werbemodel, während Din sich durch sein Studium müht und noch immer in seinem Heimatviertel lebt. Eines Tages bekommt Din von einem seltsamen alten Mann, der behauptet ein Gott zu sein, eine Teekanne geschenkt, aus der ein lilafarbener Wunschdrache namens Long entsteigt. Long teilt Din mit, dass er dem Besitzer der Kanne, seinem Gebieter, drei Wünsche erfüllen muss. Din ist Longs zehnter und letzter Gebieter, dem er dienen muss, bevor er von seiner Pflicht als Wunschdrache entbunden wird und in die jenseitige Welt gelangen kann.
Din wird von einem Gangstertrio verfolgt, das von einem Mann namens Pockets angeführt wird. Die Gangster wurden von Herrn Wang losgeschickt, um die Teekanne zurückzuholen, in der Hoffnung, damit sein bankrottes Geschäft zu retten. Din nutzt seinen ersten Wunsch, um die Gangster zu bekämpfen und zu entkommen. Am nächsten Tag kommen Din und Long zu Li Nas Geburtstagsfeier. Din äußert seinen zweiten Wunsch – er möchte für einen Tag ein reicher Prinzling sein, in der Hoffnung, dass Li Na ihn bemerkt und ihre Freundschaft wieder aufleben lässt. Li Na ist enttäuscht, als sie erfährt, dass ihr Vater nicht zu ihrer Geburtstagsparty kommen wird. Din, der sich als „Dan“ ausgibt, tröstet sie und Herr Wang schlägt den beiden (über einen Videoanruf) vor, gemeinsam essen zu gehen. Long warnt Din, dass Li Na ihn wegen ihres unterschiedlichen sozioökonomischen Status verlassen wird, sobald sie herausfindet, wer er wirklich ist.
Während des Dates bittet Din Long um Rat, wie er sich seinem neuen Status entsprechend verhalten soll, verärgert damit aber Li Na. Sie landen beide in Dins Viertel, nachdem die Gangster Din erneut verfolgt haben. Din offenbart sich Li Na und sie verbringen den Rest des Tages im Viertel, wo sie ihre Kindheitserinnerungen wieder aufleben lassen. Li Na verabschiedet sich jedoch von Din und behauptet, dass sie Verantwortungen und Erwartungen habe, die sie erfüllen müsse, was Dins Gefühle verletzt. Später in der Nacht bittet Din Long verärgert, ihn reich zu machen, in einem letzten Versuch, respektiert zu werden. Long offenbart Din, dass er im Leben ein reicher und mächtiger Herrscher war, dessen Herrschaft in Einsamkeit und Tragödie endete und der von den Göttern für seinen Egoismus bestraft wurde, indem er ein Wunschdrache wurde. Longs Knechtschaft als Wunschdrache soll ihn dazu bringen, den Sinn des Lebens zu verstehen, was ihm bei all seinen früheren Herren nicht gelungen ist.
Nachdem Pockets Din aufgespürt hat, verrät er Herrn Wang, indem er die Teekanne für sich selbst nimmt und sich wünscht, dass alles, was er berührt, zu Gold wird. Er lässt Herrn Wang von einem großen Gerüst fallen und verwundet ihn vor den Augen von Li Na tödlich. Din jagt die Gangster und kämpft schließlich mit Pockets auf Longs Rücken. Pockets drängt Din in die Enge und will ihn mit seiner goldenen Hand schlagen, doch Long stellt sich ihm in den Weg, wodurch er sich in eine goldene Statue verwandelt. Din stößt Pockets schließlich von Long weg, wodurch seine Hand mit ihm selbst in Berührung kommt und ihn auf dem Weg nach unten versteinert. Pockets zerfällt auf dem Boden in Stücke, doch Longs Statue fällt in einen Fluss. Din kann nicht verhindern, dass er versinkt.
Long findet sein menschliches Ich am Eingang zur Geisterwelt. Obwohl er versucht wurde, durch die Tore zu gehen, bittet er den Wächter des Tores, zu Din zurückzukehren, weil er noch einen Wunsch frei hat. Der Wächter gestattet ihm die Rückkehr, allerdings unter einer Bedingung. Din setzt seinen letzten Wunsch ein, um Herrn Wang zu heilen, und Long verschwindet. 
Einige Zeit später eröffnet Herr Wang ein Restaurant, in dem Dins Mutter als Köchin arbeitet und in dem Din und Li Na mithelfen. Din findet eine Teekanne, die der von Long ähnelt, und kann ihn aufrufen. Long erklärt Din, dass die einzige Bedingung für seine Rückkehr zur Erde darin besteht, weiteren zehn Gebietern zu dienen. Nachdem er sich von Long verabschiedet hat, stellt Din die Teekanne auf einen Karren, der von dem älteren Mann vom Anfang gefahren wird, der in Wirklichkeit der Wächter des Tores zur Geisterwelt ist.

## Produktion und Veröffentlichung
Mit Der Wunschdrache wurde erstmals ein Sony-Pictures-Animation-Film von dem neuen chinesischen Animationsstudio Base Animation produziert, das zur VFX-Firma BaseFX gehört. Das Ziel des Films und des Studios Base Animation war es, „Weltklasse-Animation in China für China… und die Welt“ zu produzieren. Drehbuchautor und Regisseur Chris Appelhans „wollte, dass der Film in China gemacht wird, mit einem starken kreativen Team aus Festlandchina, einer internationalen Besetzung und einem Fokus auf die Hoffnungen und Träume des heutigen Chinas“. Der Film ist Appelhans’ Regiedebüt. Der Film wurde offiziell am 8. Januar 2020 fertiggestellt.
Der Wunschdrache sollte ursprünglich am 26. Juli 2019 in die Kinos kommen, jedoch wurde der Kinostart zunächst auf 2020 und danach auf 2021 verschoben. Der Kinostart des Films erfolgte schließlich am 15. Januar 2021 in China. Am 11. Juni 2021 wurde er auf dem Streamingdienst Netflix veröffentlicht.

## Synchronisation
Die deutsche Synchronisation entstand unter der Dialogregie von Patrick Baehr und nach einem Dialogdrehbuch von Christian Kähler in der FFS Film- & Fernseh-Synchron GmbH in Berlin.
| Rolle             | Originalsprecher     | Deutscher Sprecher |
| ----------------- | -------------------- | ------------------ |
| Din Song          | Jimmy Wong           | Tim Schwarzmaier   |
| Din Song (jung)   | Ian Chen             | Jamie Attar        |
| Long              | John Cho             | Tobias Müller      |
| Long (jung)       | Max Charles          | Tobias Müller      |
| Dins Mutter       | Constance Wu         | Katrin Fröhlich    |
| Li Na Wang        | Natasha Liu Bordizzo | Lena Schmidtke     |
| Li Na Wang (jung) | Alyssa Abiera        | Frieda Rudolph     |
| kleiner Gangster  | Jimmy O. Yang        | Dirk Petrick       |
| Pockets           | Aaron Yoo            | Marcel Collé       |
| Herr Wang         | Will Yun Lee         | Sven Brieger       |
| Pipa God          | Ronny Chieng         | Uli Krohm          |

## Rezeption
Bei Rotten Tomatoes waren 71 % der 24 Kritiken des Films positiv. Der Konsens der Kritiker der Website lautete: „Obwohl der kindische Humor die Geduld mancher Zuschauer auf die Probe stellt, ist Der Wunschdrache ein farbenfroher und schrulliger Klamauk, der die Herzen des Publikums erwärmt.“ Auf Metacritic erhielt Der Wunschdrache einen Metascore von 59/100, basierend auf 6 Kritiken.
Film-dienst meinte, dass Der Wunschdrache gelungene Unterhaltung mit sympathischen Charakteren und viel visuellem Humor biete, und bemerkte, dass der Film Disneys Aladdin ähnele und satirische Kritik am Kapitalismus und der Dominanz des Geldes im Allgemeinen übe. Laut Christopher Diekhaus von KinoFilmWelt beginnt Der Wunschdrache vielversprechend mit einer witzigen und pointierten Erzählweise, verliert jedoch im Verlauf an Charme: Die Charaktere bleiben oberflächlich und die sozialkritischen Aspekte der Story werden nur platt behandelt. Durch den plötzlichen Sinneswandel mancher Figuren wirke das Happy End unverdient. Trotz der lobenswerten Botschaft über den Wert von Freundschaft bleibe der Film mit einer durchwachsenen Geschichte hinter den Erwartungen zurück.